# Motore Daimler Typ M "Phoenix"
Il motore Typ M, noto anche come Motore Phoenix, oppure Phénix presso la Panhard & Levassor che ne acquisì la licenza di fabbricazione in Francia, è un motore a scoppio progettato e costruito dal 1895 al 1902 dalla casa automobilistica tedesca Daimler Motoren Gesellschaft.

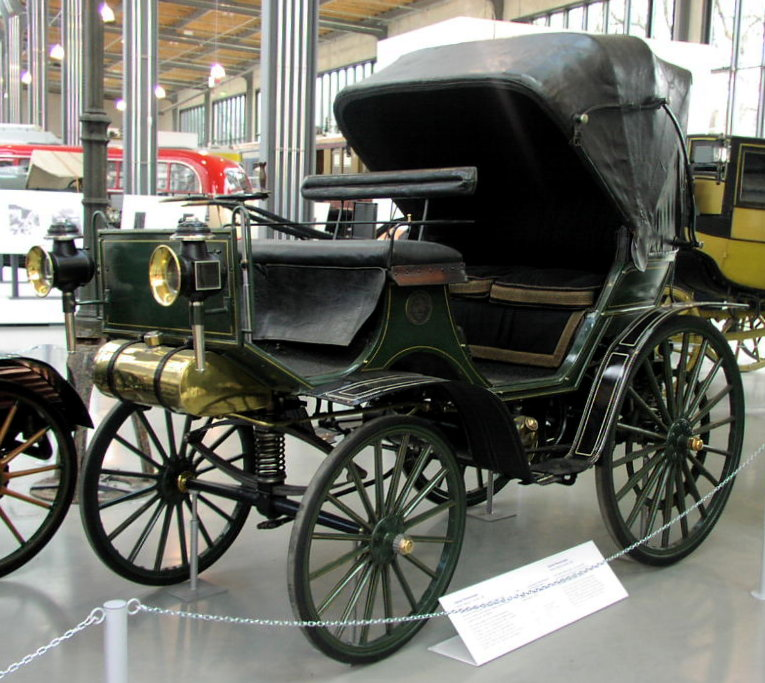
La Riemenwagen, primo modello della Daimler equipaggiato con il motore Phoenix

## Storia e caratteristiche tecniche

### Il contesto storico
Come tutti i motori Daimler della prim'ora, anche questo motore venne progettato e realizzato da Wilhelm Maybach, direttore tecnico della Daimler. In questo caso, però, la progettazione e la realizzazione di questo motore avvenne durante il periodo trascorso con il suo mentore Gottlieb Daimler nel giardino coperto dell'hotel Herrmann di Bad-Cannstatt per dissapori con il resto del direttivo della DMG. Date le circostanze, la situazione della casa tedesca divenne assai delicata: alla sede operativa della DMG si continuò a produrre autovetture, ma senza l'apporto di Daimler e Maybach queste autovetture peccavano in affidabilità e vi furono continue lamentele da parte della clientela. Daimler e Maybach, dal canto loro, non furono minimamente intenzionati a fornire i loro nuovi motori a quella che a tutti gli effetti era l'azienda da essi fondata, ma che in quel momento era divenuta così aliena ai loro occhi. Per questo decisero di vendere la licenza di fabbricazione alla Panhard & Levassor, già titolare di altre licenze per fabbricazione di motori Daimler. E' fu proprio per questo motivo che i motori Phoenix debuttarono dapprima su autovetture Panhard & Levassor, e precisamente nel giugno 1895, in sostituzione del vecchio motore Daimler Typ P, e solo alcuni mesi dopo su vetture Daimler. Fu in particolare nel novembre 1895,  subito dopo il reintegro di Daimler e Maybach nella loro azienda (previo un sostanzioso risarcimento danni per entrambi), che venne lanciata la Riemenwagen, anch'essa progettata durante il periodo di attività presso l'hotel Herrmann.
La produzione di motori Phoenix terminò alla fine del 1902: presso la Panhard & Levassor questi motori vennero sostituiti dai motori Centaure, in seguito evolutisi nei motori Centaure allégé.

### Caratteristiche tecniche
Quella dei motori Phoenix è una vera e propria famiglia di motori che comprendeva unità a 2 o a 4 cilindri, in diverse cilindrate e prestazioni. Le cilindrate variavano non solo in base al modello su cui venivano montati, ma anche in base al costruttore che li produceva. Come già detto in precedenza, infatti, la casa francese Panhard & Levassor fu la prima a poter utilizzare tali motori, sebbene inizialmente solo in misura marginale. Quando anche la stessa Daimler fu nelle condizioni di poterli montare sulle proprie autovetture, lo fece proponendoli in altri livelli di cilindrata.
In ogni caso, i motori Phoenix erano costituiti da blocchi di due cilindri paralleli accoppiati fra loro. Così, nel caso del Phoenix bicilindrico, il motore era di tipo monoblocco, mentre nel caso del 4 cilindri era di tipo biblocco. Anche le testate erano singole per ogni blocco bicilindrico. La distribuzione si differenziava da quella del precedente V2 Daimler, per il sistema di azionamento delle valvole di scarico, che si avvaleva di un asse a camme e dei bilancieri, tutti montati all'esterno del motore stesso. Le valvole di aspirazione erano invece azionate ancora automaticamente a depressione. Novità anche per quanto riguardava l'alimentazione, che sfruttava dei nuovi carburatori a getto anziché a gorgogliamento. Il rapporto di compressione era in genere pari a 2,5:1 per tutte le varianti. Il sistema di raffreddamento era del tipo a radiatore alettato nei motori prodotti fino alla fine di dicembre del 1897. In quel mese, infatti, Wilhelm Maybach brevettò un nuovo sistema di raffreddamento a radiatore tubolare che sarebbe stato montato nelle nuove Phoenix-Wagen, un nuovo modello di autovettura che prese il nome proprio dal motore montato.
Il range di prestazioni massime ottenibili da questi motori variava a seconda della cilindrata, ed era variabile fra i 2 e i 20 CV nelle vetture stradali, ma in quelle previste per le competizioni di allora si potevano anche raggiungere potenze di 28 CV, notevoli per quell'epoca.
Alla Panhard & Levassor, questi motori vennero utilizzati per equipaggiare le serie A1 e A2 (solo bicilindrici) e le serie B1 e B2 (solo quadricilindrici).

### Riepilogo caratteristiche e applicazioni
| Motore Daimler Typ M "Phoenix" |                  |                        |              |                                    |                    |
| Variante                       | Cilindrata (cm³) | Alesaggio e corsa (mm) | Potenza (CV) | Applicazioni                       | Anni di produzione |
| Bicilindrici                   |                  |                        |              |                                    |                    |
| Typ M                          | 760              | 67 x 108               | 2/700        | Daimler Riemenwagen                | 1895-99            |
| Typ M                          | 1025             | 72 x 126               | 3/700        | Daimler Riemenwagen                | 1895-99            |
| Typ M                          | 1060             | 75 x 120               | 4/700        | Daimler Phoenix-Wagen              | 1897-1902          |
| Typ M                          | 1060             | 75 x 120               | 4/700        | Daimler Riemenwagen                | 1895-99            |
| Typ M                          | 1060             | 75 x 120               | 6/700        | Daimler Phoenix-Wagen              | 1897-1902          |
| Typ M                          | 1530             | 90 x 120               | 6/700        | Daimler Riemenwagen                | 1895-99            |
| Typ M                          | 2190             | 100 x 140              | 8/700        | Daimler Riemenwagen                | 1895-99            |
| M2E                            | 1201             | 80 x 120               | 4/750        | Panhard & Levassor Type A1/A2 4CV  | 06/1895-03/1902    |
| M2F                            | 1648             | 90 x 130               | 6/750        | Panhard & Levassor Type A1/A2 6CV  | 04/1896-04/1902    |
| Quadricilindrici               |                  |                        |              |                                    |                    |
| Typ M                          | 1845             | 70 x 120               | 8/700        | Daimler Phoenix-Wagen              | 1899-1902          |
| Typ M                          | 1845             | 70 x 120               | 10/700       | Daimler Phoenix-Wagen              | 1899-1902          |
| M4E                            | 2402             | 80 x 120               | 8/750        | Panhard & Levassor Type B1/B2 8CV  | 07/1896-12/1902    |
| M4F                            | 3296             | 90 x 130               | 12/750       | Panhard & Levassor Type B1/B2 12CV | 07/1897-08/1902    |
| M4I                            | 4387             | 100 x 140              | 16/720       | Panhard & Levassor Type 16CV       | 07/1899-12/1902    |

### Varianti destinate alle competizioni

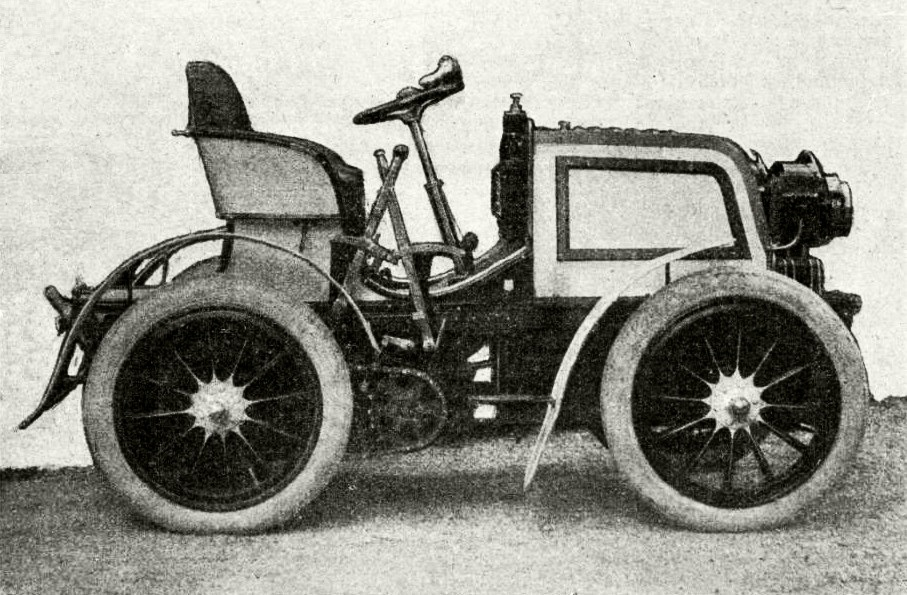
Una delle Daimler Phoenix-Wagen destinate alle competizioni

Il motore Phoenix venne prodotto anche in alcune varianti destinate a un impiego in campo agonistico, sia dalla Daimler che dalla Panhard & Levassor. La casa tedesca realizzò nel 1898 un motore da 24 CV di potenza massima, del quale però si sa molto poco, se non che fu commissionato da Emil Jellinek un ricchissimo uomo d'affari e console austro-ungarico a Nizza che giocherà un ruolo decisivo nel futuro della Daimler. Questi, appassionato di corse automobilistiche, fece realizzare questo motore e anche la vettura che lo avrebbe montato in maniera tale da poter essere utilizzata in gara. Lo stesso Jellinek, due anni dopo, fece realizzare un'altra vettura equipaggiata con un motore Phoenix a 4 cilindri della cilindrata di 5507 cm³ e in grado di erogare fino a 28 CV a 800 giri/min. Per quanto riguarda la casa di avenue d'Ivry, invece, il motore Phoenix debuttò proprio in veste agonistica, in occasione della Parigi-Bordeaux del giugno 1895. La vettura schierata in gara, che fra l'altro si aggiudicò la corsa, montava un mastodontico bicilindrico siglato M2K, da ben 4245 cm³ di cilindrata e con potenza massima di 10 CV. Un'altra vettura dotata di un motore simile venne prodotta nel 1897 e impiegata anch'essa solo in ambito agonistico, mentre una nuova vettura da gara vide la luce nel luglio 1899 e venne equipaggiata con un 4 cilindri Phoenix da 4387 cm³ da 16 CV di potenza massima. Tale motore permise nuovamente alla Panhard & Levassor di aggiudicarsi il primo Tour de France automobilistico della storia. Successivamente, questo motore venne utilizzato anche per equipaggiare un modello stradale, riportato anche nella precedente tabella riepilogativa.